# Vântoase
Les vântoase (substantif roumain au  féminin pluriel prononcé en roumain : [vɨn'to̯ase] ; singulier : vântoasă) sont des créatures relevant du folklore roumain et qui se présentent sous forme d'esprits féminins (iele). Les croyances populaires les décrivent comme capables de provoquer bourrasques et tempêtes de poussière, à l'instar des harpies de la mythologie grecque,. Elles habitent les bois, les airs et les lacs profonds. Pour voyager, les vântoase se déplacent toujours par groupe. La légende les rend promptes à s'attaquer aux enfants et raconte que seule une mystérieuse herbe des vents permettrait de s'en protéger.